# Gli eroi di Telemark
Gli eroi di Telemark (The Heroes of Telemark) è un film del 1965 diretto da Anthony Mann.

## Trama
La Norvegia è occupata dai nazisti. Nello stabilimento della Norsk Hydro presso una centrale idroelettrica a Tinn nella contea di Telemark (sud della Norvegia), i nazisti hanno intensificato la produzione di acqua pesante, materiale indispensabile per la fissione nucleare, sulla quale i nazisti stanno conducendo importanti ricerche scientifiche al fine di poter produrre la prima bomba atomica. Il professor Pedersen, dell'Università di Oslo, viene contattato da Knut, un membro della resistenza, per organizzare una squadra di sabotaggio dell'impianto di Telemark con il supporto tecnico dei servizi segreti inglesi. Questi avrebbero preferito un bombardamento a tappeto della zona, ma incontrano la ferma opposizione della resistenza norvegese in quanto il bombardamento a tappeto avrebbe coinvolto anche le abitazioni circostanti con la perdita di un gran numero di civili.
Viene quindi inviato a Telemark un aereo con aliante con a bordo 50 sabotatori del British Army e l'equipaggiamento necessario.
Tuttavia la notte prima dell'operazione, l'aereo precipita sulle montagne in seguito a un attacco tedesco, provocando la morte di tutta la squadra. Pedersen e Knut si trovano ad un bivio: tentare l'operazione da soli oppure assistere impotenti al bombardamento dell'impianto. Organizzata una squadra di volontari, riescono a penetrare nella sala di controllo dello stabilimento facendo esplodere parte degli impianti, ma i tedeschi, che avevano preventivato la possibilità di un attentato allo stabilimento, in pochi giorni riescono a riattivare la produzione sostituendo i macchinari distrutti con dei nuovi provenienti da Berlino.
Knut e Pedersen si trovano quindi costretti ad accettare la proposta inglese, ovvero quella di distruggere l'impianto con un bombardamento aereo notturno. L'operazione, che provoca anche come temuto notevoli danni e morti alla città, riesce solo parzialmente perché l'impianto di Telemark, pur seriamente danneggiato, non è stato distrutto e i tedeschi riescono a rimetterlo in funzione tanto da poter in breve tempo organizzare la spedizione in Germania di diversi carri cisterna ferroviari carichi di acqua pesante. L'ultima chance per impedire la consegna dell'acqua pesante è quella di far saltare in aria il traghetto che trasporta le cisterne con tutto il suo carico di persone. Di nuovo Knut e Pedersen si trovano di fronte ad una scelta difficile.

## Ispirazione storica
La trama racconta, in parte romanzata, quanto avvenne nel raid del Telemark: una serie di operazioni consecutive che portarono al grave danneggiamento dell'impianto ed all'affondamento del traghetto carico di acqua pesante. Nella realtà il fallito raid con i paracadutisti (Operazione Freshman), avvenne prima, con due alianti e 30 genieri paracadutisti, e non con 50 genieri in un unico aliante come descritto nel film; solo in un secondo tempo venne inviata una nuova squadra a penetrare nell'impianto (Operazione Gunnerside), e non la notte stessa come nella sceneggiatura.